# Dylan Reinhart
Dylan Reinhart es un personaje de la saga de películas de terror Saw.

## Perfil
Dylan sólo aparecía en las escenas retrospectivas y fotografías en Saw III. Él era el hijo de 8 años de Jeff Reinhart y Lynn Denlon y hermano de Cobertt. Falleció en un accidente de tránsito por un chófer ebrio mientras montaba su triciclo. El chófer era Timothy Young, un hombre que luego sería puesto en una serie de pruebas para ser perdonado por Jeff(el padre de Dylan que quedó traumatizado y se volvió vengativo después de ese momento), junto con Danica Scott, testigo de la muerte de Dylan que huyó de la escena, y Halden, el juez que sentenció a Timothy a sólo seis meses en la prisión.

## Actor
Stefan Georgiou es el encargado de darle vida a Dylan en la tercera película de la saga.
- Datos: Q5815358